# Nowa Wieś (powiat człuchowski)
Nowa Wieś (kaszub. Nowô Wies, niem. Neuguth) – wieś kaszubska w Polsce położona w województwie pomorskim, w powiecie człuchowskim, w gminie Przechlewo przy trasie linii kolejowej Miastko-Człuchów (obecnie zawieszonej). Wieś jest siedzibą sołectwa Nowa Wieś, w którego skład wchodzą również miejscowości Krasne, Jarzębnik i Miroszewo.
Wieś królewska Nowa Wieś Człuchowska w województwie pomorskim w drugiej połowie XVI wieku. W latach 1975–1998 miejscowość administracyjnie należała do województwa słupskiego.